# أكيورا ليجند
أكيورا ليجند (بالإنجليزية: Acura Legend)‏ هي سيارة فاخرة كبيرة من صناعة هوندا أنتجت في 1986 وتوقف إنتاجها في 1996. تم تجميعها في سايتاما .